# Деглан, Ком-Дамьен
Ком-Дамьен Деглан — французский врач и зоолог.

## Биография
Его отец Жан-Франсуа Деглан был главным врачом в больнице Сен-Совер в Лилле. После окончания лицея в Дуэ, в 1806 году он отправился в Париж, чтобы изучать медицину. На факультете медицины в то время преподавали такие корифеи, как барон Поль-Антуан Дюбуа (1795–1871), барон Филипп Бойе (1802–1858), Франсуа Шоссье (1746–1828), Филипп Пинель (1745–1826), барон Жан-Никола Корвизар (1755—1821) и Жан-Ноэль Алле (1754-1822). Позже он встретил знаменитого Жана-Никола Маржолина (1780—1850) в больнице «Отель-Дьё» (Париж). Он сделал его своим препаратором и доцентом. Они разделили дружбу на всю жизнь. Другими наставниками Деглана были Гийом Дюпюитрен (1777—1835) и Жозеф Капюрон (1767–1850).
5 декабря 1811 года Деглан получил степень доктора медицины. Хотя многие из его профессоров хотели оставить его в Париже, он решил поселиться в Лилле в 1812 году в качестве врача. Он начинал как врач для бедняков и в конце концов стал врачом в местном военном госпитале. Здесь он заразился брюшным тифом из-за ежедневного контакта со многими больными людьми и находился в бреду в течение двух месяцев. Едва избежав смерти, он начал изучать естественные науки во время выздоровления. Позже он стал хирургом города Лилля, в 1815 хирургом эскадрильи Национальной конной гвардии, в 1827 хирургом 1-го класса артиллерии, а в 1839 году хирургом Национальной гвардии Лилля. Наконец Деглан работал, как и его отец, в больнице Сен-Совер, где он регулярно навещал его незадолго до его смерти из-за болезни сердца.

## Естественные науки
У Деглана была прекрасная коллекция яиц и жуков, которую он завещал Обществу любителей науки, сельского хозяйства и искусств в Лилле. У него также была значительная коллекция из примерно 1800 европейских птиц, которую город Лилль купил после его смерти. Коллекция первоначально экспонировалась в галереях муниципального музея под названием «Ornithologique de Come Damien Degland». В 1839 году была опубликована его первая важная работа «Catalogue des oiseaux observés en Europe, principalement en France et surtout dans le Nord de ce royaume». За этим последовали в 1849 году два тома о европейской авифауне, которые он опубликовал под названием «Ornithologie européenne ou catalog descriptif, analytique et raisonné des oiseaux observés en Europe». Первый том содержит его единственное достоверное первоописание подвида тростниковой овсянки с названием Emberiza schoeniclus intermedia Degland, 1849. В 1850 году Шарль Люсьен Бонапарт (1803–1857) в своём письме Эдмонду де Сели-Лонгшану (1813–1900) критически рассмотрел работу. В 1851 году доктор и орнитолог Жан Батист Жобер (1826—1884) прокомментировал как работу Деглана, так и обзор Бонапарта. Пересмотренный вариант произведения появился посмертно в 1867 году. Деглан работал с Жаном-Жозефом Жербом (1810—1890), который также завершил совместную работу, а затем опубликовал её. Эдуард Луи Труэссар (1842–1927) дополнил работу обоих в 1912 году своим «Catalogue des oiseaux d'Europe : pour servir de complément et de supplément à l'"Ornithologie européenne" de Degland et Gerbe (1867)». Дмитрий Павлович Соломирский (1834–1918) дополнил в 1914—1915 годах работу фотографиями с изображениями птиц на 610 пластинках.

## Почести
В 1839 году Деглан был принят в орден Почётного легиона за служение государству и страдающему человечеству. Его социальная приверженность бедным означала, что он мог оказывать моральное влияние на рабочий класс. Он считался авторитетом среди них, и многие из бедных пришли в знак уважения на его похороны. Он был соучредителем «Société centrale de medecine» Департамента Лилля, работой которого он руководил в течение нескольких лет. Он был назначен членом многих научных обществ в Германии и за рубежом.
Бонапарт назвал в честь Деглана горбоносого турпана (Melanitta deglandi), поскольку Деглан описал этот вид, но забыл дать ему имя.